# Pakistanische Cricket-Nationalmannschaft in Simbabwe in der Saison 2024/25
Die Tour der pakistanische Cricket-Nationalmannschaft in Simbabwe in der Saison 2024/25 fand vom 24. November bis zum 5. Dezember 2024 statt. Die internationale Cricket-Tour war Bestandteil der Internationalen Cricket-Saison 2024/25 und umfasste drei ODIs und drei Twenty20s. Pakistan gewann die ODI- und Twenty20-Serie mit 2–1.

## Vorgeschichte
Pakistan bestritt zuvor eine Tour in Australien, für Simbabwe war es die erste Tour der Saison. Das letzte Aufeinandertreffen der beiden Mannschaften bei einer Tour fand in der Saison 2020/21 in Simbabwe statt.

## Stadien
Die folgenden Stadien wurde für die Tour als Austragungsort vorgesehen und am 26. März 2024 bekanntgegeben.
| Stadion            | Stadt    | Kapazität | Spiele                   |
| ------------------ | -------- | --------- | ------------------------ |
| Queens Sports Club | Bulawayo | 9.000     | 1. – 3. ODI; 1. – 3. T20 |

## Kaderlisten
Pakistan benannte seine Kader am 27. Oktober 2024.
Simbabwe benannte seine Kader am 27. Oktober 2024.
| ODI | ODI | Twenty20 | Twenty20 |
| Simbabwe | Pakistan | Simbabwe | Pakistan |
| --- | --- | --- | --- |
| - Craig Ervine (K) - Faraz Akram - Brian Bennett - Joylord Gumbie (wk) - Trevor Gwandu - Clive Madande (wk) - Tinotenda Maposa - Tadiwanashe Marumani (wk) - Brandon Mavuta - Tashinga Musekiwa - Blessing Muzarabani - Dion Myers - Richard Ngarava - Sikandar Raza - Sean Williams | - Mohammad Rizwan (K, wk) - Salman Ali Agha (VK) - Aamir Jamal - Abdullah Shafique - Abrar Ahmed - Ahmed Daniyal - Faisal Akram - Haris Rauf - Haseebullah Khan (wk) - Irfan Khan - Kamran Ghulam - Mohammad Hasnain - Saim Ayub - Shahnawaz Dahani - Tayyab Tahir | - Sikandar Raza (K) - Faraz Akram - Brian Bennett - Ryan Burl - Trevor Gwandu - Clive Madande (wk) - Wesley Madhevere - Tinotenda Maposa - Tadiwanashe Marumani (wk) - Wellington Masakadza - Brandon Mavuta - Tashinga Musekiwa - Blessing Muzarabani - Dion Myers - Richard Ngarava | - Salman Ali Agha (K) - Abbas Afridi - Ahmed Daniyal - Arafat Minhas - Haris Rauf - Haseebullah Khan (wk) - Irfan Khan - Jahandad Khan - Mohammad Hasnain - Omair Yousuf - Qasim Akram - Sahibzada Farhan - Sufiyan Muqeem - Tayyab Tahir - Usman Khan |

## One-Day Internationals

### Erstes ODI in Bulawayo
| 24. November Scorecard | Bulawayo | Simbabwe 205 (40.2)                       | – | Pakistan 60-6 (21/21) |
|                        |          | Simbabwe gewinnt mit 80 Runs (D/L method) |   |                       |

Pakistan gewann den Münzwurf und entschied sich als Feldmannschaft zu beginnen. Für Simbabwe bildeten die Eröffnungs-Batter Joylord Gumbie und Tadiwanashe Marumani eine Partnerschaft. Gumbie erreichte 15 Runs und wurde gefolgt durch Sean Williams. Marumani schied nach 29 Runs aus, woraufhin Sikandar Raza ins Spiel kam. Williams erzielte 23 Runs und der hineinkommende Brian Bennett 20 Runs. Nachdem dann Richard Ngarava aufs Feld gekommen war, verlor auch Raza sein Wicket nach 39 Runs. Ngarava verlor dann das letzte Wicket des Innings nach 48 Runs, woraufhin das Innings mit einer Vorgabe von 206 Runs endete. Beste pakistanische Bowler waren Faisal Akram mit 3 Wickets für 24 Runs und Salman Ali Agha mit 3 Wickets für 42 Runs. Für Pakistan erzielte Eröffnungs-Batter Saim Ayub 11 Runs, bevor Kamran Ghulam und Mohammad Rizwan eine Partnerschaft formten. Ghulam schied nach 17 Runs aus und Rizwan hatte bis zum 21. Over 19* Runs erzielt. Daraufhin wurde das Spiel auf Grund von Regenfällen abgebrochen und die Vorgabe auf 141 Runs korrigiert, wodurch Simbabwe als Sieger erklärt wurde. Als Spieler des Spiels wurde Sikandar Raza ausgezeichnet.

### Zweites ODI in Bulawayo
| 26. November Scorecard | Bulawayo | Simbabwe 145 (32.3)             | – | Pakistan 148-0 (18.2) |
|                        |          | Pakistan gewinnt mit 10 Wickets |   |                       |

Pakistan gewann den Münzwurf und entschied sich als Schlagmannschaft zu beginnen. Nachdem für Simbabwe die Eröffnungs-batter ausgeschieden waren, formte Dion Myers und Craig Ervine eine Partnerschaft. Myers gelangen 33 und Ervine 18 Runs. Sean Williams bildete daraufhin eine Partnerschaft mit Sikandar Raza. Raza erreichte 17 Runs und wurde gefolgt durch Brian Bennett. Williams schied nach 31 Runs aus und nachdem Bennett sein Wicket verloren hatte, konnte Blessing Muzarabani 11 Runs erzielen, womit die Vorgabe auf 146 Runs anstieg. Beste pakistanische Bowler waren Abrar Ahmed mit 4 Wickets für 33 Runs und Salman Ali Agha mit 3 Wickets für 26 Runs. Für Pakistan bildeten die Eröffnungs-Batter Saim Ayub und Abdullah Shafique eine Partnerschaft und konnten im 19. Over die Vorgabe einholen. Ayub erzielte ein Century über 113* Runs aus 62 Bällen und Shafique 32* Runs. Als Spieler des Spiels wurde Saim Ayub ausgezeichnet.

### Drittes ODI in Bulawayo
| 28. November Scorecard | Bulawayo | Pakistan 303-6 (50)          | – | Simbabwe 204 (40.1) |
|                        |          | Pakistan gewinnt mit 99 Runs |   |                     |

Pakistan gewann den Münzwurf und entschied sich als Schlagmannschaft zu beginnen. Für sie bildeten die Eröffnungs-Batter Saim Ayub und Abdullah Shafique eine Partnerschaft. Ayub erreichte 31 Runs und wurde durch Kamran Ghulam ersetzt. Shafique erzielte ein Fifty über 50 Runs und der hineinkommende Mohammad Rizwan 37 Runs. Als Salman Ali Agha aufs Feld kam, schied Ghulam nach einem Century über 103 Runs aus 99 Bällen aus. Daraufhin kam Tayyab Tahir ins Spiel und nachdem Agha 30 Runs erreiche, beendete Tahir das Innings ungeschlagen mit 29* Runs und erhöhte so die Vorgabe auf 304 Runs. Beste simbabwische Bowler waren Sikandar Raza mit 2 Wickets für 47 Runs und Richard Ngarava mit 2 Wickets für 55 Runs. Für Simbabwe formte Eröffnungs-Batter Tadiwanashe Marumani eine Partnerschaft mit dem vierten Schlagmann Craig Ervine. Marumani schied nach 24 Runs aus und dem hineinkommenden Sean Williams gelangen ebenfalls 24 Runs. Gefolgt von Sikandar Raza, verlor Ervine sein Wicket nach einem Fifty über 51 Runs, bevor auch kurz darauf Raza nach 16 runs ausschied. Daraufhin bildeten Brian Bennett und Clive Madande eine weitere Partnerschaft. Bennett erreichte 37 Runs und nachdem Richard Ngarava 17 Runs erzielte, verlor Madande nach 20 Runs das letzte Wicket, was nicht ausreichte um die Vorlage gefährden zu können. Bester pakistanische Bowler waren mit jeweils zwei Wickets Aamer Jamal (für 19 Runs), Saim Ayub (für 29 Runs), Haris Rauf (für 34 Runs) und Abrar Ahmed (für 45 Runs). Als Spieler des Spiels wurde Kamran Ghulam ausgezeichnet.

## Twenty20 Internationals

### Erstes Twenty20 in Bulawayo
| 1. Dezember Scorecard | Bulawayo | Pakistan 165-4 (20)          | – | Simbabwe 108 (15.3) |
|                       |          | Pakistan gewinnt mit 57 Runs |   |                     |

Pakistan gewann den Münzwurf und entschied sich als Schlagmannschaft zu beginnen. Für sie begannen Omair Yousuf und Saim Ayub. Yousuf erreichte 16 Runs und wurde gefolgt durch Usman Khan. Ayub gelangen 24 Runs, woraufhin Salman Agha ins Spiel kam. Khan erzielte 39 Runs und nachdem Tayyab Tahir aufs Feld gekommen war, schied Agha nach 13 Runs aus. Tahir und Irfan Khan beendeten das Innings ungeschlagen und erhöhten die Vorgabe auf 166 Runs. Tahir erreichte dabei 39* Runs und Khan 27* Runs. Die simbabwischen Wickets erzielten Sikandar Raza, Wellington Masakadza, Ryan Burl und Richard Ngarava. Für Simbabwe formte Eröffnungs-Batter Tadiwanashe Marumani mit dem vierten Schlagmann Sikandar Raza eine Partnerschaft. Marumani erreichte 33 Runs und Raza 39 Runs. Jedoch konnte sich kein anderer Spieler etablieren und so unterlag Simbabwe als das letzte Wicket im 16. Over fiel. Als Spieler des Spiels wurde Tayyab Tahir ausgezeichnet.

### Zweites Twenty20 in Bulawayo
| 3. Dezember Scorecard | Bulawayo | Simbabwe 57 (12.4)              | – | Pakistan 61-0 (5.3) |
|                       |          | Pakistan gewinnt mit 10 Wickets |   |                     |

Simbabwe gewann den Münzwurf und entschied sich als Schlagmannschaft zu beginnen. Als Spieler des Spiels wurde Sufiyan Muqeem ausgezeichnet.

### Drittes Twenty20 in Bulawayo
| 5. Dezember Scorecard | Bulawayo | Pakistan 132-7 (20)            | – | Simbabwe 133-8 (19.5) |
|                       |          | Simbabwe gewinnt mit 2 Wickets |   |                       |

Pakistan gewann den Münzwurf und entschied sich als Schlagmannschaft zu beginnen. Als Spieler des Spiels wurde Brian Bennett ausgezeichnet.

## Auszeichnungen

### Player of the Series
Als Player of the Series wurden der folgende Spieler ausgezeichnet.
| Serie | Player of the Series |
| ----- | -------------------- |
| ODI   | Saim Ayub            |
| T20   | Sufiyan Muqeem       |

### Player of the Match
Als Player of the Match wurden die folgenden Spielerinnen ausgezeichnet.
| Spiel  | Player of the Match |
| ------ | ------------------- |
| 1. ODI | Sikandar Raza       |
| 2. ODI | Saim Ayub           |
| 3. ODI | Kamran Ghulam       |
| 1. T20 | Tayyab Tahir        |
| 2. T20 | Sufiyan Muqeem      |
| 3. T20 | Brian Bennett       |